# 보대 (오월)
보대(寶大, 924년 ~ 925년)는 오월(吳越) 태조(太祖) 전류(錢鏐) 치세에 개원한 연호이다.

## 연호 기록
- 《용재4필》(容齋四筆) 권5 - 전무숙3개원(錢武肅三改元)
- 《구리송관음존승당》(九里松觀音尊勝幢) - 「寶大二年歲次乙酉建。」
- 《공원전교주》(貢院前橋柱) - 「 然則寶大止二年, 而改寶正. 」

## 연대 대조표
| 보대        | 원년           | 2년                 |
| ----------- | -------------- | ------------------- |
| 서기 (西紀) | 924년          | 925년               |
| 간지 (干支) | 갑신(甲申)     | 을유(乙酉)          |
| 후당 (後唐) | 동광(同光) 2년 | 3년                 |
| 전촉 (前蜀) | 건덕(乾德) 6년 | 함강(咸康) 원년     |
| 남한 (南漢) | 건형(乾亨) 8년 | 9년 백룡(白龍) 원년 |
| 양오 (楊吳) | 순의(順義) 4년 | 5년                 |

## 같이 보기
- 중국의 연호 목록